# 효고현 제6구
효고현 제6구(兵庫県 第6区)는 일본의 중의원 선거구이다. 1994년 공직선거법으로 신설되었다.

## 지역
- 이타미시
- 다카라즈카시
- 가와니시시 일부